# Кириленко Олександр Васильович
Олександр Васильович Кириленко (нар. 20 травня 1950) — дійсний член НАН України (з 6 травня 2006), доктор технічних наук, професор, академік-секретар Відділення фізико-технічних проблем енергетики НАН України, директор Інституту електродинаміки НАН України (з 2007 року).

## Біографія
Олександр народився в 1950 році в селі Чубинці Сквирського району Київської області. У 1973 р. закінчив Київський політехнічний інститут за фахом інженер-електрик. Упродовж 1973—1975 рр. працював на кафедрі «Електричні мережі та системи» КПІ. З 1975 р. понині його наукова діяльність пов'язана з Інститутом електродинаміки НАН України, де він подолав шлях від молодшого наукового співробітника до директора. З 1993 року Доктор технічних наук, у 1996 отримав посаду професор. З 1997 року є членом-кореспондентом НАН України. Академік НАН України 2006 р. Починаючи з 2007 року призначений на посаду директора Інституту електродинаміки НАН України.

## Наукові здобутки
Медаль Академії наук УРСР та премія для молодих учених — 1983.
Золота медаль ВДНГ СРСР — 1988.
Лауреат премії ім. С. О. Лебедєва НАН України — 1995.
Лауреат Державної премії України в галузі науки і техніки — 1999.
Заслужений діяч науки і техніки України — 2008.
Переможець конкурсу «Лідер паливноенергетичного комплексу–2009» у номінації «Вчений» — 2009.